# Юліус Евола
Барон Джуліо Чезаре Андреа Евола (італ. Giulio Cesare Andrea Evola, [ˈɛːvola]; 19 травня 1898, Рим — 11 червня 1974, Рим), більш відомий як Юліус Евола — італійський філософ та езотерик, також вважається представником інтегрального традиціоналізму.

## Біографія

### Ранні роки
Юліус Евола народився 19 травня 1898 року в місті Рим у родині аристократів. Про його дитинство та юність відомо порівняно мало. У своїй біографічній праці «Шлях кіновару» про свою юність барон писав так:
|  | Я практично нічим не завдячую ні оточенню, ні освіті, ні своїй сім'ї. Значною мірою я виховувався на запереченні панівної на Заході традиції — християнства та католицизму, на відкиданні модерної цивілізації, цього матеріалістичного та демократичного «сучасного світу», на запереченні найпоширенішого способу мислення і культури загалом того народу, до якого я належав, тобто італійців, і, нарешті, на відкиданні сімейного середовища. Якщо це все і вплинуло на мене, то лише негативним чином: все це викликало в мене глибокий внутрішній протест. |

### Світогляд
Це, зрештою, привело Еволу до радикального нігілізму, який проявився у його ранній анархістській поетичній та зображальній творчості. Він був одним із перших представників дадаїзму в Італії. Паралельно з творчою діяльністю Евола вивчав праці, присвячені релігійній, езотеричній, метафізичній проблематиці. Особливе зацікавлення у нього викликали східні доктрини — індійський тантризм, буддизм, даоська традиція Китаю, йога. Крім того, він серйозно займався також суто західним езотеризмом — алхімією, герметизмом і пов'язаними з ними дисциплінами. У цей же період Евола познайомився з працями Рене Генона, що остаточно зміцнило його «традиціоналізм» та утвердило його погляди.
1925 року з'явилась перша книга Еволи, яка була цілковито присвячена дослідженню традиційних доктрин індійської йоги, — «Людина як сила», яка у другому виданні отримала назву «Йога могутності» («Lo Yoga della potenza»). Пізніше була видана праця, присвячена західній алхімічній ініціації, — «Герметична традиція» («La tradizione ermetica»). Паралельно він опублікував збірку власних есе, що стосувались різноманітних аспектів традиційних ініціаційних вчень, а також тексти, переклади та коментарі членів езотеричного гуртка, який сформувався навколо Еволи, — «Групи УР». Ця збірка видавалась під назвою «Введення в Магію як в науку Я». У цей період Евола вперше здійснив спробу реалізувати певні аспекти своєї консервативно-революційної доктрини на практиці й, зокрема, поширюючи традиціоналістські ідеї, намагався вплинути на італійський фашистський рух.
Однак, незважаючи на певну схожість між фашизмом та Консервативною Революцією, між цими ідеологічними формами існували й певні відмінності. Критикуючи фашизм, Евола залишався послідовним нонконформістом. Хоча серед перших осіб фашистського руху були люди, які йому відверто симпатизували (сам Муссоліні неодноразово позитивно відгукувався про праці Еволи), у нього було багато ворогів, і не лише його журнал «La Torre» (укр. «Вежа») було закрито з міркувань цензури, а й багато його текстів публікувались у італійських виданнях зі значними труднощами. Часто його радикалізм, безкомпромісність та відданість ідеалам Традиції заважали багатьом фашистським суто прагматичним ходам (зокрема, союзу з Ватиканом).

### «Язичницький імперіалізм»

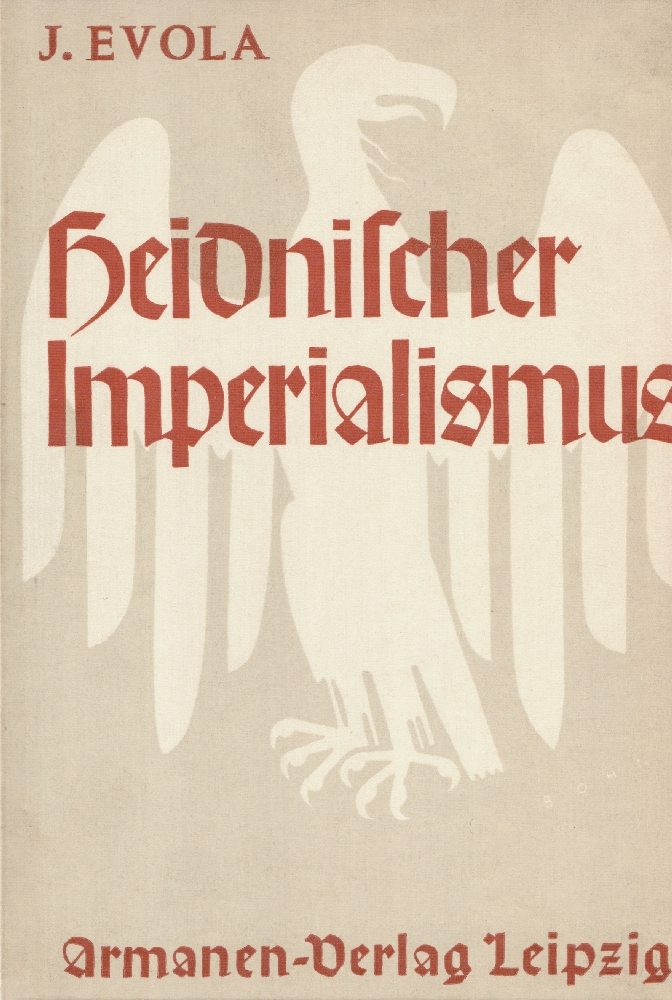
Обкладинка німецького видання книги «Язичницький імперіалізм» (1933)

Одним з найповніших викладів політичного проєкту Консервативної Революції в традиціоналістському ключі стала праця Еволи «Язичницький імперіалізм», яка, однак, майже не була помічена в Італії. Інша ситуація склалась в Німеччині, де переклад цієї книги наприкінці 1920-х років став надзвичайно популярним. З того часу у країні постійно проходили конференції Еволи. Він став членом консервативних елітних організацій, таких як «Herrenklub» Генріха фон Гляйхена і принца де Рогана. Паралельно з цим Евола налагодив зв'язки з французькими традиціоналістами та учнями Рене Генона. Згодом він особисто познайомився з Геноном, переклав італійською його книги та статті, зокрема працю «Криза сучасного світу», постійно підтримував з ним листування.

### «Повстання проти сучасного світу»
1934 року Евола написав свій magnum opus — «Повстання проти сучасного світу». У цій книзі він детально викладає принципи традиціоналістської Консервативної Революції. У першій частині описані позитивні ієрархічні цінності істинного світу Традиції, у другій описуються етапи деградації Традиції та генезис сучасного світу — через перехід влади від однієї касти до іншої, через стадії патріархального і матріархального ладу, які змінюють одна одну, аж до виникнення «сучасного світу», найбільш страшними і апокаліптичними втіленнями якого Евола вважав Радянську Росію і Сполучені Штати Америки. Досі ця книга залишається однією з ключових класичних праць з традиціоналізму.

### Расове питання
Евола написав також кілька книг, присвячених расовій проблемі, в яких він досліджує думку Традиції з цього питання. У цих творах він жорстко критикує поширені в той час у Німеччині та Італії теорії біологічного расизму. Класичним у цій сфері став наведений ним приклад про скандинавські народи європейської Півночі, яких найменше можна назвати духовними арійцями, які б усвідомлювали вищі цінності арійської Традиції, попри те, що в суто біологічному сенсі вони можуть бути зразковими для білої раси. У своїх роботах «Синтез расового вчення», «Зауваження з приводу расового виховання» Евола говорить про три типи раси — «расу тіла», «расу душі» і «расу духу», які не обов'язково збігаються між собою. Також Юліус Евола критикував біологічний антисемітизм, вказуючи на етнічну різнорідність євреїв, яка аж ніяк не заважає всім їм належати до однієї й тієї ж «раси душі», володіти одними і тими ж ментальними особливостями. Сам же Евола запевняє у книзі «Шлях кіновару»:
|  | Нарешті, слід однозначно заявити, що ні я, ні мої друзі в Німеччині не знали про ті ексцеси, які скоїли нацисти стосовно євреїв, а якби ми знали про це, то в жодному разі не схвалили б цього. |

### Пізній період творчості
Наприкінці Другої світової війни Евола, який досліджував у Відні масонські архіви, потрапив під бомбардування і отримав травму хребта. До кінця свого життя він залишався паралізованим. Після війни Евола повернувся до Італії, де продовжив свою інтелектуальну та творчу діяльність. Зокрема, він написав книгу «Фашизм, критика справа», у якій осмислив позитивні та негативні аспекти цього руху, а також ті пункти, у яких рух відхилився від чистоти консервативно-революційних доктрин. Пізніше з'являються такі книги, як «Люди і руїни», «Орієнтації», «Осідлати тигра». Всі вони продовжують тему Консервативної Революції і її перспектив, оскільки Евола категорично відмовлявся вважати поразку країн Осі синонімом поразки самої Консервативної Революції. Він вважав, що темні «підривні» антисакральні сили в фашистський і нацистський період були представлені не лише зовнішніми демократично-комуністичними факторами, але й внутрішніми. Мужність і послідовність Юліуса Еволи, які він проявляв захищаючи ті цінності, яким він служив усе життя, роблять його унікальним прикладом серед інших консервативних революціонерів.
Евола не полишав і суто традиціоналістських досліджень. Зокрема, він написав фундаментальну книгу «Метафізика статі», у якій осмислив цю проблему у світлі вчення Традиції, її езотеричних й ініціаційних аспектів. Ця праця стала класичною з даної проблеми й отримала в Європі широку популярність. На неї посилаються і її цитують навіть ті, хто принципово не сприймає теорій Консервативної Революції або навіть відверто з ними борються. Крім того, Евола заново відредагував свою ранню книгу «Містерія Грааля» і видав працю, спрямовану проти неоспіритуалізму, — «Маски і обличчя сучасного спіритуалізму», — де він жорстоко розкритикував сучасні псевдоезотеричні й неомістичні рухи та секти. Евола також займався і перекладами. Він переклав італійською «Присмерк Європи» Шпенглера, а також багато романів австрійського письменника-езотерика Густава Майрінка — «Ангел західного вікна», «Вальпургієва ніч», «Білий Домініканець»…
Помер Евола 1974 року. Його прах похований на вершині гори Монте-Роза, оскільки сам він любив альпінізм, у якому його приваблювали ризик і віддаленість від усього людського.